# تپه شوشاب
تپه شوشاب مربوط به دوران پیش از تاریخ ایران باستان است و در شهرستان ملایر، بخش جوکار، روستای شوشاب واقع شده و این اثر در تاریخ ۳ بهمن ۱۳۴۶ با شمارهٔ ثبت ۷۶۴ به‌عنوان یکی از آثار ملی ایران به ثبت رسیده است.